# Atletica leggera ai Giochi della XXXIII Olimpiade - Salto triplo maschile
Ai Giochi della XXXIII Olimpiade la competizione del Salto triplo maschile si è svolta nei giorni 7 e 9 agosto 2024 presso lo Stade de France di Parigi.

## Presenze ed assenze dei campioni in carica
| Competizione         | Atleta               | Prestazione | Parigi 2024 |
| -------------------- | -------------------- | ----------- | ----------- |
| Olimpiadi 2020       | Pedro Pichardo       | 17,98 m     | Presente    |
| Africani 2022        | Hugues Fabrice Zango | 17,34 m     | Presente    |
| Commonwealth 2022    | Eldhose Paul         | 17,03 m w   | Non selez.  |
| Asiatici 2022        | Zhu Yaming           | 17,13 m     | Presente    |
| Panamericani 2023    | Lázaro Martínez      | 17,19 m     | Presente    |
| Mondiali 2023        | Hugues Fabrice Zango | 17,64 m     | Presente    |
| Europei 2024         | Jordan Díaz          | 18,18 m     | Presente    |
|                      |                      |             |             |
| Mondiali junior 2022 | Jaydon Hibbert       | 17,27 m     | Presente    |

Graduatoria mondiale
In base alla classifica della Federazione mondiale, i migliori atleti iscritti alla gara erano i seguenti:
| Pos. | Atleta               | Punti | Note |
| ---- | -------------------- | ----- | ---- |
| 1    | Hugues Fabrice Zango | 1438  |      |
| 2    | Andy Díaz            | 1368  |      |
| 3    | Lázaro Martínez      | 1363  |      |

## Risultati

### Qualificazione
Qualificazione: 17,10m (Q) o le migliori 12 misure (q).
Mercoledì 7 agosto, ore 19:15.
| Pos. | Gruppo | Nome                 | Nazionalità   | Salti | Salti | Salti | Risultato | Note |
| Pos. | Gruppo | Nome                 | Nazionalità   | 1°    | 2°    | 3°    | Risultato | Note |
| ---- | ------ | -------------------- | ------------- | ----- | ----- | ----- | --------- | ---- |
| 1    | B      | Pedro Pichardo       | Portogallo    | 17,44 | —     | —     | 17,44     | Q    |
| 2    | A      | Jordan Díaz          | Spagna        | 17,24 | —     | —     | 17,24     | Q    |
| 3    | B      | Salif Mane           | Stati Uniti   | 17,16 | —     | —     | 17,16     | Q    |
| 3    | A      | Hugues Fabrice Zango | Burkina Faso  | 17,16 | —     | —     | 17,16     | Q    |
| 5    | A      | Almir dos Santos     | Brasile       | x     | 17,06 | x     | 17,05     | q    |
| 6    | B      | Jaydon Hibbert       | Giamaica      | 16,99 | 16,95 | x     | 16,99     | q    |
| 7    | B      | Max Heß              | Germania      | x     | 16,98 | 16,67 | 16,98     | q    |
| 8    | B      | Zhu Yaming           | Cina          | 16,47 | 16,91 | 16,66 | 16,91     | q    |
| 9    | A      | Yasser Triki         | Algeria       | x     | 16,85 | 16,77 | 16,85     | q    |
| 10   | B      | Connor Murphy        | Australia     | 16,80 | 16,49 | 16,58 | 16,80     | q    |
| 11   | B      | Lázaro Martínez      | Cuba          | 16,79 | 16,79 | 16,71 | 16,79     | q    |
| 12   | A      | Andy Díaz            | Italia        | x     | 16,79 | 16,69 | 16,79     | q    |
| 13   | A      | Jean-Marc Pontvianne | Francia       | x     | 16,79 | x     | 16,79     |      |
| 14   | A      | Donald Scott         | Stati Uniti   | 16,58 | 16,77 | 16,74 | 16,77     |      |
| 15   | B      | Thomas Gogois        | Francia       | 16,67 | 14,63 | 16,77 | 16,77     |      |
| 16   | B      | Su Wen               | Cina          | 16,21 | 16,70 | x     | 16,70     |      |
| 17   | A      | Andy Hechavarría     | Cuba          | x     | 15,86 | 16,70 | 16,70     |      |
| 18   | B      | Cristian Nápoles     | Cuba          | 16,28 | 16,67 | 16,39 | 16,67     |      |
| 19   | B      | Andrea Dallavalle    | Italia        | 16,65 | 13,44 | 16,48 | 16,65     |      |
| 20   | B      | Emmanuel Ihemeje     | Italia        | 16,39 | 15,65 | 16,50 | 16,50     |      |
| 21   | B      | Abdulla Aboobacker   | India         | 15,99 | 16,19 | 16,49 | 16,49     |      |
| 22   | B      | Russell Robinson     | Stati Uniti   | 16,47 | 16,37 | 16,21 | 16,47     |      |
| 23   | B      | Geiner Moreno        | Colombia      | 16,32 | 15,88 | 16,40 | 16,40     |      |
| 24   | A      | Jordan Scott         | Giamaica      | x     | 16,36 | 15,97 | 16,36     |      |
| 25   | A      | Tiago Pereira        | Portogallo    | 15,84 | 15,96 | 16,36 | 16,36     |      |
| 26   | A      | Kim Jang-woo         | Corea del Sud | 15,66 | 16,14 | 16,31 | 16,31     |      |
| 27   | A      | Praveen Chithravel   | India         | 15,99 | 16,25 | 16,21 | 16,25     |      |
| 28   | A      | Jah-Nhai Perinchief  | Bermuda       | x     | 16,14 | 16,23 | 16,23     |      |
| 29   | A      | Leodán Torrealba     | Venezuela     | 16,18 | x     | 15,44 | 16,18     |      |
| 30   | A      | Ethan Olivier        | Nuova Zelanda | 16,16 | 15,91 | 15,98 | 16,16     |      |
| 31   | A      | Fang Yaoqing         | Cina          | x     | x     | 15,85 | 15,85     |      |
| 32   | B      | Necati Er            | Turchia       | 13,65 | x     | x     | 13,65     |      |

### Finale
| Record mondiale      | Jonathan Edwards | 18,29 m | Göteborg | 7 agosto 1995  |
| Record olimpico      | Kenny Harrison   | 18,09 m | Atlanta  | 27 luglio 1996 |
| Capolista stagionale | Jordan Díaz      | 18,18 m | Roma     | 11 giugno 2024 |

Venerdì 9 agosto, ore 20:12.
| Pos.    | Atleta               | Nazione      | Salti | Salti | Salti | Salti           | Salti           | Salti           | Miglior Misura | Note                                     |
| Pos.    | Atleta               | Nazione      | 1º    | 2º    | 3º    | 4º              | 5º              | 6º              | Miglior Misura | Note                                     |
| ------- | -------------------- | ------------ | ----- | ----- | ----- | --------------- | --------------- | --------------- | -------------- | ---------------------------------------- |
| Oro     | Jordan Díaz          | Spagna       | 17,86 | 17,64 | 17,85 | 17,84           | 17,25           | x               | 17,86          |                                          |
| Argento | Pedro Pichardo       | Portogallo   | 17,79 | 17,84 | x     | 17,52           | —               | 17,81           | 17,84          |                                          |
| Bronzo  | Andy Díaz            | Italia       | 17,63 | 17,33 | —     | —               | x               | 17,64           | 17,64          | Miglior prestazione personale stagionale |
| 4       | Jaydon Hibbert       | Giamaica     | 17,31 | 17,61 | 17,53 | x               | x               | —               | 17,61          |                                          |
| 5       | Hugues Fabrice Zango | Burkina Faso | 17,43 | x     | 17,25 | 16,05           | 17,50           | x               | 17,50          |                                          |
| 6       | Salif Mane           | Stati Uniti  | 17,28 | 16,63 | 17,02 | x               | 17,19           | 17,41           | 17,41          |                                          |
| 7       | Max Heß              | Germania     | 16,50 | 16,92 | 17,38 | x               | x               | 17,07           | 17,38          | Miglior prestazione personale stagionale |
| 8       | Lázaro Martínez      | Cuba         | 17,00 | x     | 17,34 | 13,35           | x               | 16,63           | 17,34          | Miglior prestazione personale stagionale |
| 9       | Yasser Triki         | Algeria      | x     | 17,05 | 17,22 | Non qualificati | Non qualificati | Non qualificati | 17,22          |                                          |
| 10      | Zhu Yaming           | Cina         | x     | 16,76 | x     | Non qualificati | Non qualificati | Non qualificati | 16,76          |                                          |
| 11      | Almir dos Santos     | Brasile      | 16,41 | x     | 16,28 | Non qualificati | Non qualificati | Non qualificati | 16,41          |                                          |
| 12      | Connor Murphy        | Australia    | 15,99 | 16,30 | 16,11 | Non qualificati | Non qualificati | Non qualificati | 16,30          |                                          |